# Speak Like a Child (album)
Pour les articles homonymes, voir Speak Like a Child.
Albums de Herbie Hancock
Blow-Up
(1966) The Prisoner
(1969)
Speak Like a Child est le sixième album du jazzman Herbie Hancock sorti en 1968 sur le label Blue Note.
La photographie de la pochette, prise par David Bythewood, figure les silhouettes d'Herbie et de sa petite amie de l'époque, Gigi Meixner.

## À propos de l'album
Herbie Hancock cherchait à l'époque une « musique entre le jazz et le rock. » En 1966, il avait enregistré un album de funk qui n'a jamais vu le jour parce que le résultat n'était pas concluant : « j'essayais de faire un album de funk sans rien connaître du funk. »
Sur cet album, le pianiste voulait se rapprocher de l'enfance sans être infantile. Il sentait que sa musique n'était pas en phase avec les évènements de l'époque (émeutes à Chicago ou à Baltimore à la suite de l'assassinat de Martin Luther King, crise économique), parce qu'il voulait tourner « un regard vers ce que pourrait être un futur joyeux. » Il cherchait à retrouver certaines qualités enfantines, telle la pureté, la spontanéité. Il faut entendre le titre de l'album (« Speak like a child », « parle comme un enfant ») comme « pense et ressent en termes d'espoir pour faire advenir un futur moins impur. »
Pour Herbie Hancok, cet album poursuit le travail entamé sur Maiden Voyage dans l'utilisation de mélodies simples et « chantables ». La différence réside dans le travail harmonique : « Pour la plupart, les accords de ces morceaux sont plus « free » dans le sens où ils ne sont pas facilement identifiables de manière conventionnelle. » Son travail, plus porté sur les sons et les couleurs instrumentales que sur la définition d'accords, est influencé notamment par Gil Evans, Oliver Nelson ou Thad Jones.
Les morceaux Riot et The Sorcerer avaient déjà été enregistrés avec le Miles Davis quintet en 1967, figurant respectivement sur Nefertiti et Sorcerer. Le quintet a voulu enregistrer Speak Like a Child sans parvenir à une prise aboutie.
First trip est le seul morceau qu'Hancock n'a pas composé sur cet album. Il est dû au bassiste Ron Carter qui l'a dédié à son fil Ron Jr. Hancock a modifié quelque peu la mélodie pour la faire sonner plus librement, « hors des contraintes structurelles et harmoniques. »

## Titres
| No | Titre                                    | Musique        | Durée |
| -- | ---------------------------------------- | -------------- | ----- |
| 1. | Riot                                     | Herbie Hancock | 4:40  |
| 2. | Speak Like a Child                       | Herbie Hancock | 7:51  |
| 3. | First Trip                               | Ron Carter     | 6:02  |
| 4. | Toys                                     | Herbie Hancock | 5:53  |
| 5. | Goodbye To Childhood                     | Herbie Hancock | 7:07  |
| 6. | The Sorcerer                             | Herbie Hancock | 5:37  |
| 7. | Riot (Prise alternative)                 | Herbie Hancock | 4:55  |
| 8. | Riot (Prise alternative)                 | Herbie Hancock | 4:50  |
| 9. | Goodbye To Childhood (Prise alternative) | Herbie Hancock | 5:50  |

## Musiciens
- Herbie Hancock — piano
- Thad Jones — bugle (sauf titre 3 et 6)
- Jerry Dodgion — flûte alto (sauf titre 3 et 6)
- Peter Philips — trombone basse (sauf titre 3 et 6)
- Ron Carter — basse
- Mickey Roker — batterie